# Jutta Bauer
Pour les articles homonymes, voir Bauer.
Jutta Bauer (9 janvier 1955, Hambourg) est une écrivaine et illustratrice de littérature jeunesse allemande.

## Biographie
Après avoir étudié à l'école technique d'arts décoratifs de Hambourg, elle travaille comme illustratrice de livres jeunesse et de cartoniste pour le magazine féminin Brigitte.
Son livre illustré Schreimutter reçoit le Deutscher Jugendliteraturpreis, prix de littérature jeunesse allemand, en 2001.
Elle remporte le prestigieux prix international, le prix Hans Christian Andersen en  2010 dans la catégorie Illustration, pour l'ensemble de son œuvre.
En 2020, 2021 et 2024, elle est sélectionnée pour un autre prestigieux prix, le Prix commémoratif Astrid-Lindgren.

## Publications
- (de) Jutta Bauer (ill. Jutta Bauer), Ein Engel trägt meinen Hinkelstein, Lappan Verlag GmbH, août 1999, 64 p., 231x202x15 (ISBN 978-3890828749)
- (de) Jutta Bauer (ill. Jutta Bauer), Schreimutter, Beltz & Gelberg, août 2000, 36 p., 210x168x10 (ISBN 2070539016)
- Jutta Bauer (trad. Dominique Miermont, ill. Jutta Bauer), L'ange de Grand-Père [« Opas Engel »], Albums Gallimard Jeunesse, 2 mai 2002 (1re éd. 2001 (Carlsen)), 48 p. (ISBN 3-407-79264-6)
- Peter Stamm, illustrations de Jutta Bauer,  Alors on a déménagé, traduit par Genia Català, La Joie de lire, 2006
- (de) Jutta Bauer (ill. Jutta Bauer), Die Königin der Farben, Beltz GmbH, Julius, mars 2008, 64 p., 191x151x10 (ISBN 978-3407760265)
- Jutta Bauer (ill. Jutta Bauer), Dans sa maison, un grand cerf, École Des Loisirs, coll. « Album École Des Loisirs », 3 mars 2012, 170x170x21 (ISBN 978-2211208932)
- Jutta Bauer (ill. Jutta Bauer), Selma, La Joie De Lire, coll. « Les Versatiles », 19 février 2008 (1re éd. 1997 (Lappan Verlag)), 32 p., 202x201x80 (ISBN 978-2882584373)

## Prix et distinctions
- 1994 : (international) « Honour List »[3] de l' IBBY, catégorie Illustration, pour Ein und alles (texte de Christine Nöstlinger)
- 2001 : Deutscher Jugendliteraturpreis pour Schreimutter[4]
- 2004 : (international) « Honour List »[5] de l' IBBY pour L'Ange de grand-père
- 2010 : prix Hans Christian Andersen, catégorie Illustration, pour l'ensemble de son œuvre[1]
- 2020, 2021 et 2024 :  Sélection pour le Prix commémoratif Astrid-Lindgren[2]